# Teloganella
Teloganella is een geslacht van haften (Ephemeroptera) uit de familie Teloganellidae.

## Soorten
Het geslacht Teloganella omvat de volgende soorten:
- Teloganella umbrata